# Franklin Avenue – Botanic Garden
Franklin Avenue – Botanic Garden – stacja metra nowojorskiego, na linii 2, 3, 4, 5 i S. Znajduje się w dzielnicy Brooklyn, w Nowym Jorku i zlokalizowana jest pomiędzy stacjami Eastern Parkway – Brooklyn Museum, Nostrand Avenue, Park Place oraz President Street i Prospect Park. Została otwarta 23 sierpnia 1920.